# Gruppe MTM

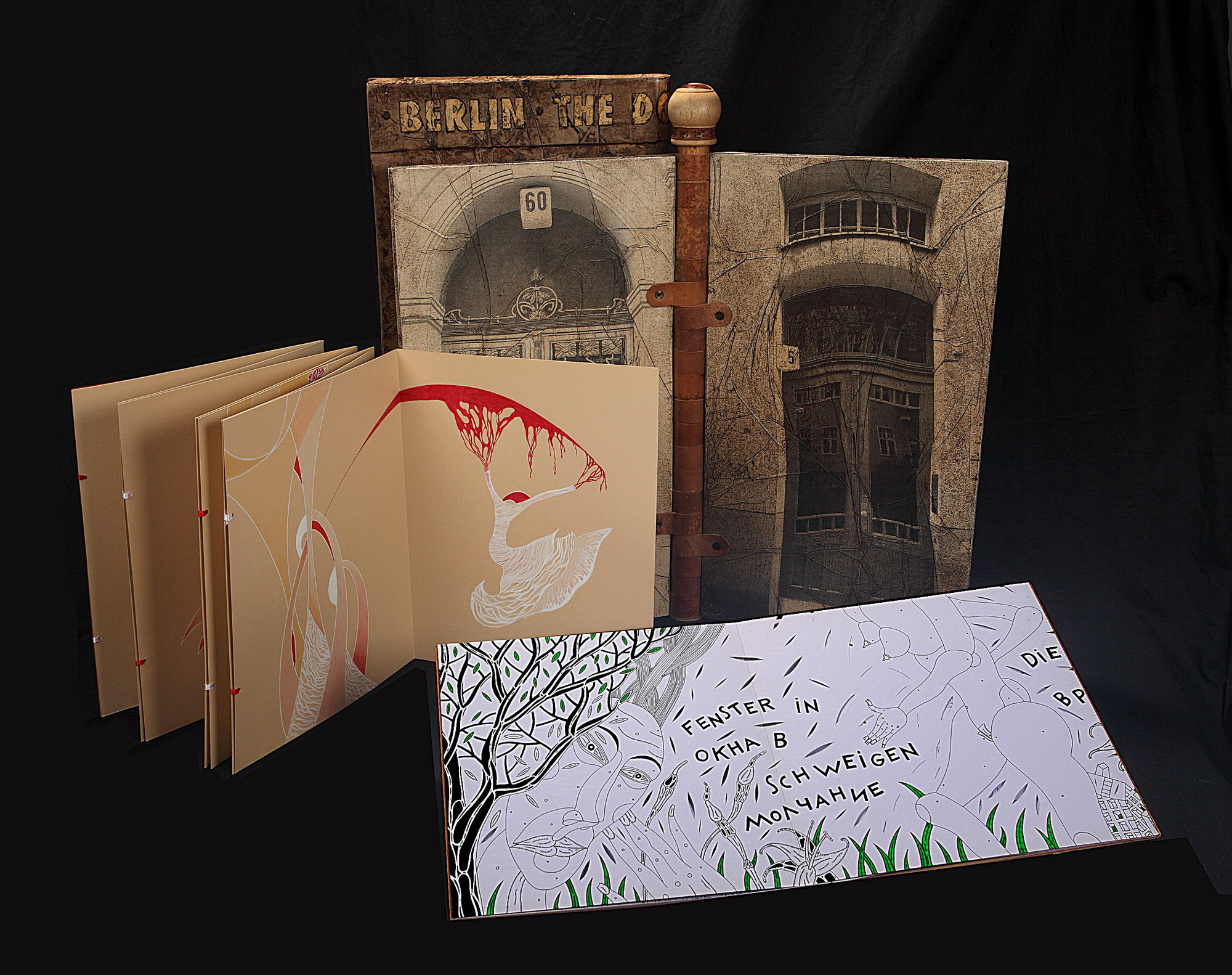
Künstlerbücher MTM

MTM ist eine Künstlergruppe, die sich dem Genre Künstlerbuch widmet. Die Gruppe wurde 2006 in Berlin von drei aus Moskau stammenden Künstlern mit dem Ziel gegründet, Traditionen des russischen Künstlerbuches, insbesondere die der russischen Avantgarde um 1910–20, weiterzuentwickeln. Der Name der Gruppe wurde aus den Anfangsbuchstaben der Vornamen ihrer Mitglieder gebildet.

## Mitglieder
Michael Bensman ergänzte sein Studium an der Moskauer Architekturakademie, die er 1985 erfolgreich absolvierte, durch ein einjähriges Praktikum im Bauhaus Weimar. Seinen künstlerischen Ausdruck findet er mit Vorliebe in Recycled Art. Auch in seine Objektbücher, mit denen er sich seit der Zeit um 1990 beschäftigt, werden oft gebrauchte, „weggeworfene“ Gegenstände integriert. Für viele seiner Arbeiten ist eine Auseinandersetzung mit historischen und ethischen Fragen charakteristisch. Dem Künstler ist aber auch die ironische Hinterfragung alltäglicher Gegebenheiten nicht fremd.
Tamara Ivanova studierte und promovierte an der Moskauer Universität für Druckwesen. Bereits in ihren ersten Künstlerbüchern aus den frühen 1990er Jahren kombiniert sie verschiedene Druckverfahren mit Zeichnungen. Später bedient sie sich außerdem der Kalligraphie, Collagen und verschiedener Symbole, die den Bezug zwischen den Wörtern und dem, was sie bezeichnen, herstellen. Lubok, ein russischer Volksbilderbogen, und Tschastuschki, improvisierte vierzeilige Scherz- und Spottlieder, bilden für die Künstlerin eine weitere Inspirationsquelle.
Michael Molochnikov absolvierte die Moskauer Fachhochschule für Architektur. Seit 2004 ist er Mitglied des Bundesverbandes Bildender Künstler (BBK). Seine Künstlerbücher sind oft als Leporello gestaltet, die mit detailreichen Zeichnungen versehen sind. In anderen Arbeiten stellen strenge geometrische Formen und einzelne Gedichtzeilen von Chlebnikow, Charms und Malewitsch klare Bezüge zum Konstruktivismus her.

## Selbstverständnis
MTM sieht sich in der Tradition der russischen Avantgarde, zu deren signifikanten Medium das Künstlerbuch gehörte. Die Verbundenheit der MTM-Mitglieder mit ästhetischen Positionen jener Epoche entspringt zum Teil auch einer gewissen Ähnlichkeit ihrer sozialen und kulturellen Ausgangsbedingungen, die durch Emigration und künstlerische Allianzen zwischen Deutschen und Russen geprägt werden.
Die futuristische These von der „Freiheit von der Zivilisation“, womit die für die Kultur verheerende Standardisierung und Gleichschaltung des Denkens unter sozialem Druck und dem Einfluss der Zensur gemeint waren, bildet eine weitere Parallele zum aktuellen Diskurs: Die MTM-Mitglieder stellen sich gegen die von den Massenmedien vereinfachten und verbreiteten Vorgaben, die Vereinheitlichung produzieren und zur allmählichen Nivellierung der Unterschiede zwischen der Innenwelt eines Subjekts und seiner Umwelt führen.
Die Wahl des Buches als einer künstlerischen Ausdrucksform ist für die Künstler der Gruppe MTM eine bewusste Entscheidung gegen die Massenkultur, die die Öffentlichkeit mit eindimensionalen Standards überhäuft.

## Ausstellungen, Rezeption, Sammlungen
Die Mitglieder der Gruppe MTM stellen ihre Künstlerbücher gemeinsam oder in verschiedenen Konstellationen aus, u. a. bei
- Frankfurter Buchmesse seit 2007 jährlich
- Museum of Artists’ Books, Erarta Museum and Galleries of Contemporary Art, St. Petersburg 2013
- Mainzer Minipressen-Messe 2006, 2008 und 2012
- 7. editionale, Köln 2012
- London Art Book Fair 2010 und 2011
- Artists’ Books on Tour, European artist’s book competition 2011, Wien
- Rencontres de l’Édition de Création, Marseille 2007 und 2010
- Kniga chudoschnika 2009, Moskau
- Salon Page(s) 11 2008, Paris
- 4. International Biennale for the Artist’s Book 2010, Alexandria
- TYPO Berlin 2008

Die präsentierten Arbeiten finden oft große Beachtung. So schrieb The Journal of Artists' Books anlässlich der London Art Book Fair 2010, dass „die größte Überraschung“ die russischen Künstler wären, deren Bücher außerdem zu den meistfotografierten Objekten der Ausstellung gehörten.
Bei dem vom Museum MAK, Wien veranstalteten gesamteuropäischen Wettbewerb Artists’ Books on Tour erhielt die Arbeit von Michael Molochnikov eine Lobende Erwähnung. MTM-Künstler wurden gleich zweimal von der European Association for Jewish Culture mit jeweils einem Förderstipendium ausgezeichnet: Michail Molochnikov für seine Grafikserie „22“ mit Darstellungen von 22 Buchstaben des hebräischen Alphabets, aus der sich auch ihre mystische Bedeutung erschloss, und Michael Bensman für seine Serie „Personalakte Nr. 3 über den Fischer und den Fisch“, eine grafische Auseinandersetzung mit dem Fischsymbol in der Thora und im Neuen Testament.
Die Arbeiten der MTM-Künstler haben bereits Eingang in Sammlungen namhafter Museen, Bibliotheken und Privatpersonen gefunden. Dazu zählen z. B. die Bibliotheca Alexandrina sowie die Staatsbibliothek zu Berlin, die regelmäßig ihre Arbeiten erwirbt: „Ein zentrales und einzigartiges Augenmerk der Sammlung liegt […] auf russischsprachigen Künstlern wie Tamara Ivanova und Michael Bensman, die in Berlin leben und mit ihrem künstlerischen Werk zum kulturellen Leben der Stadt beitragen.“

## Galerie

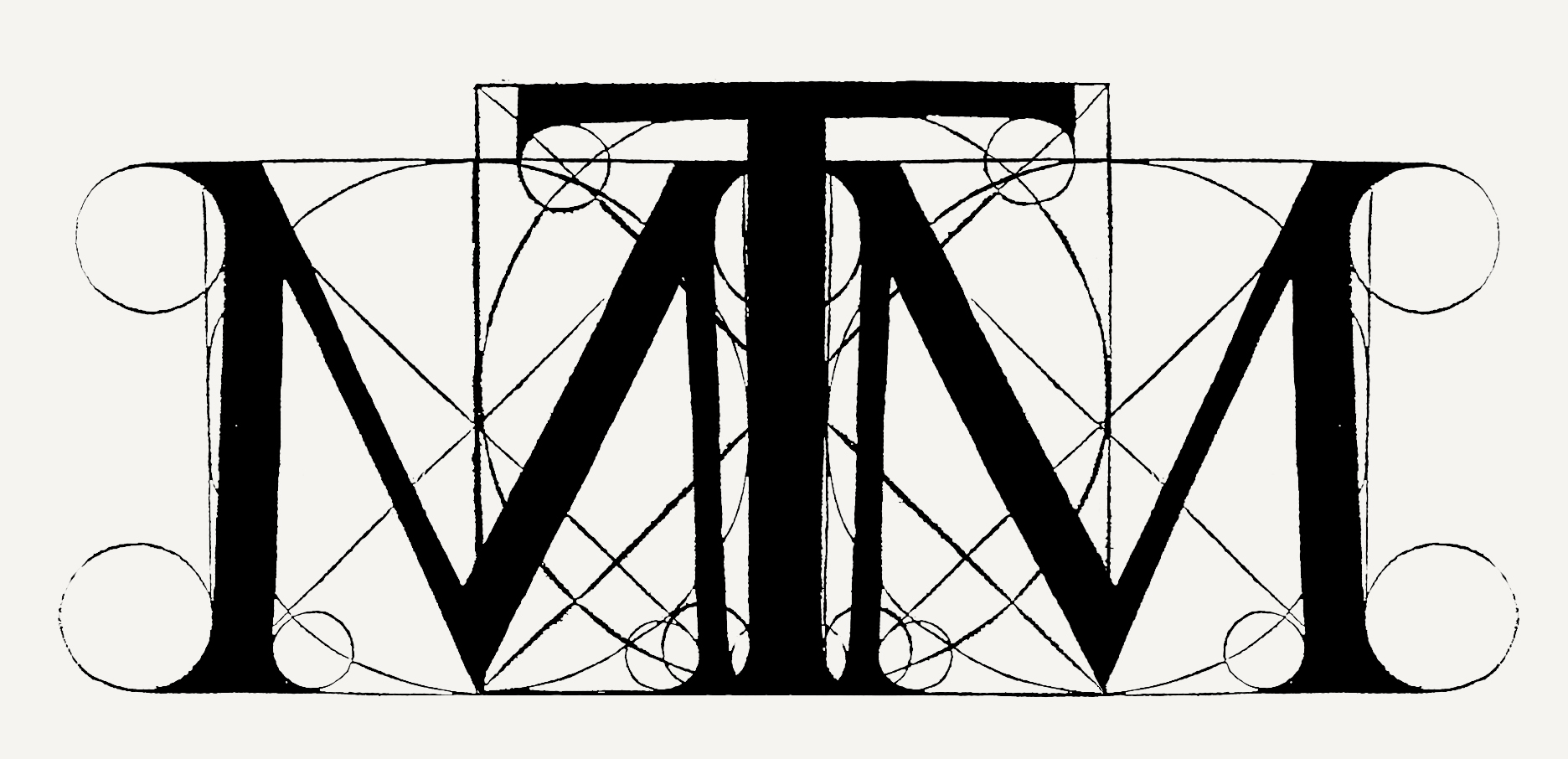
Gruppe MTM Berlin-Moskau, Logo
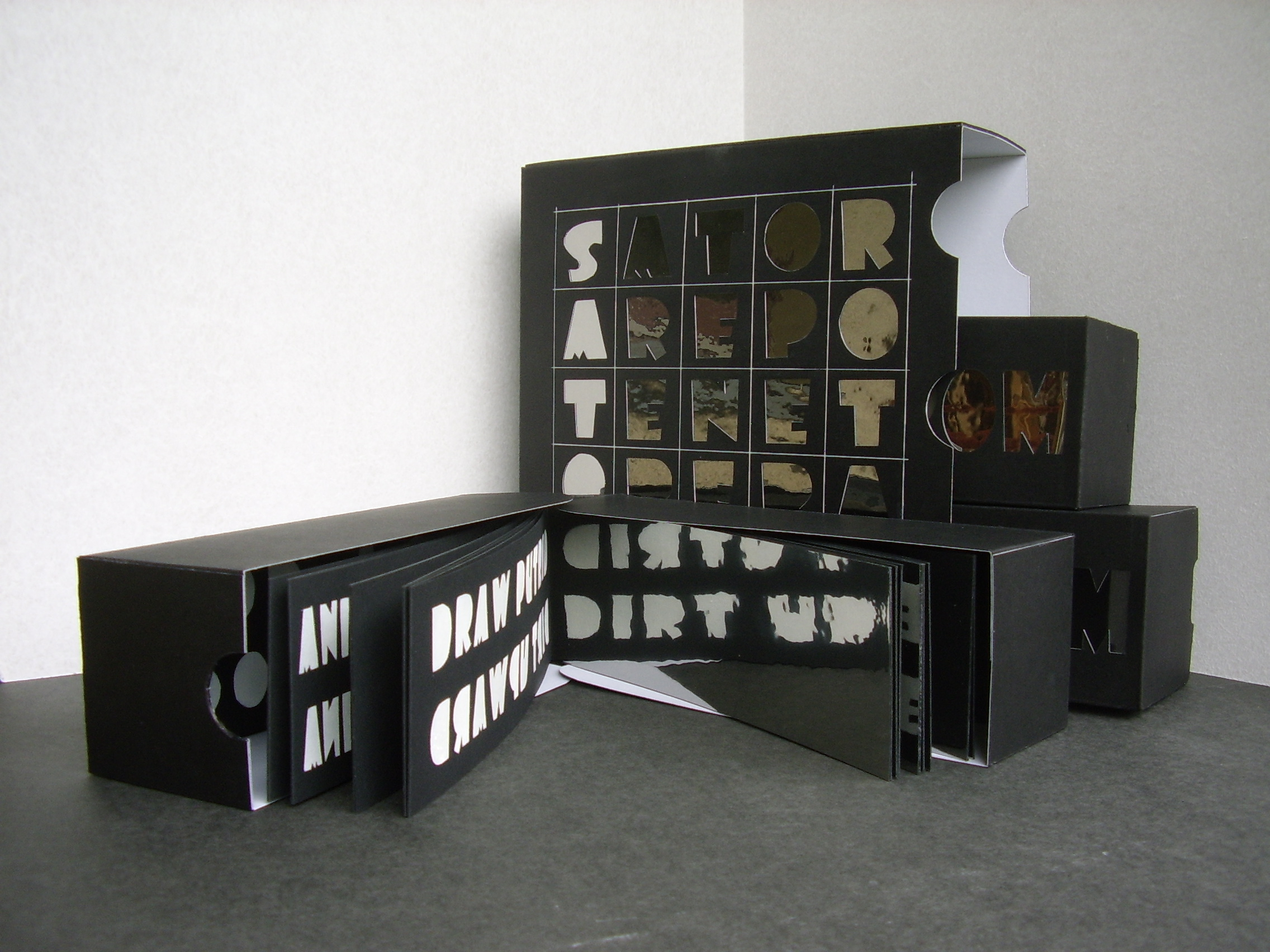
Michael Bensman. Palindrom, 2009. Pappschuber mit Spiegel-Intarsia in Form des ältesten Palindroms, drei kleinere Pappkästen mit Leporellos mit englischen, deutschen und russischen Palindromen, 24,4 x 24,4 x 8,4 cm. Unikat.
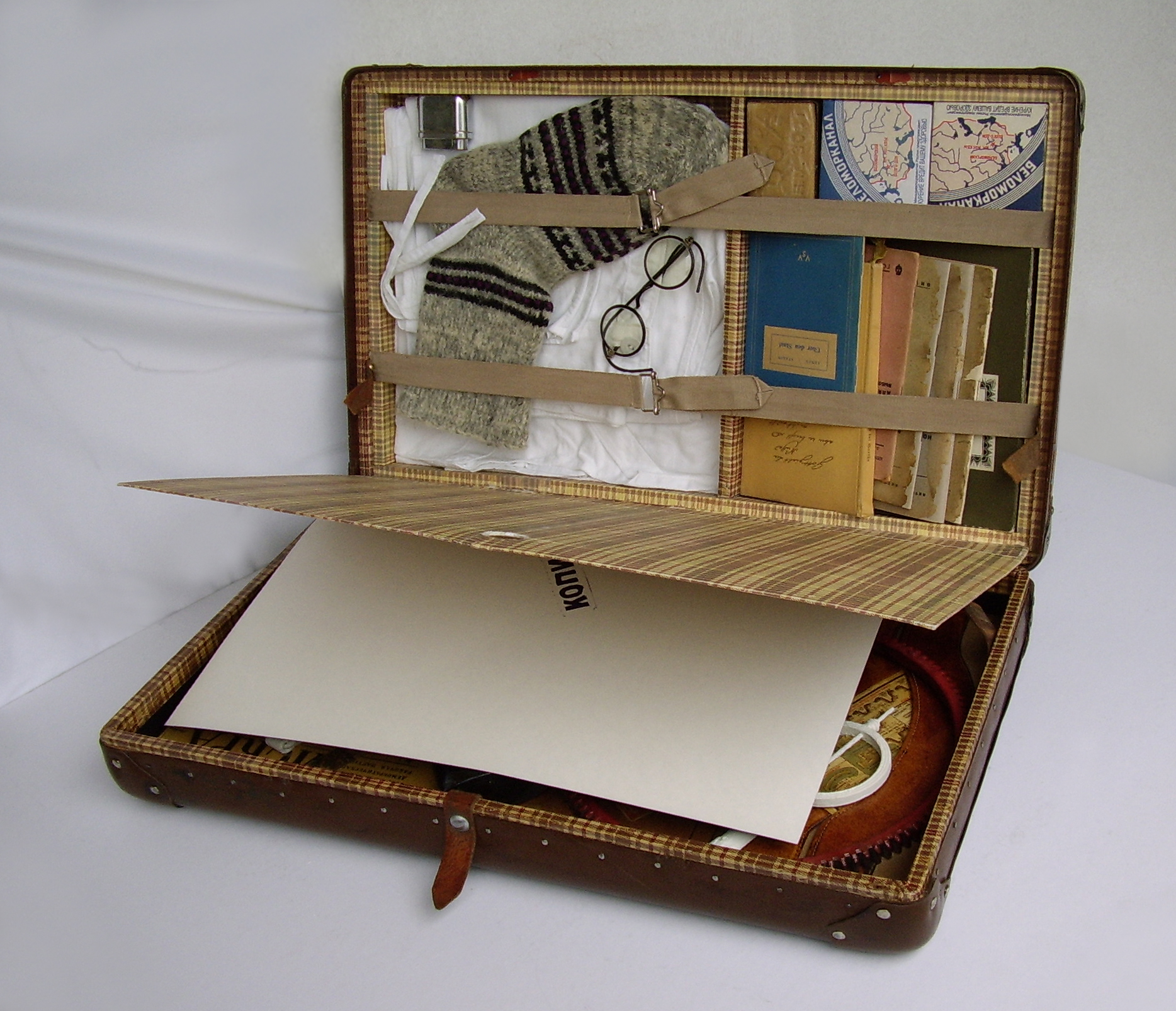
Michael Bensman. Biography 1983-90/Akte Nr. 1529, 2010. Pappschuber 60 х 38 х 12 cm, Koffer, Assemblage, Artefakte, Dokumente, die bei einer Durchsuchung eingezogene Literatur, persönliche Sachen eines Verbannten, gemischte Technik. Unikat.
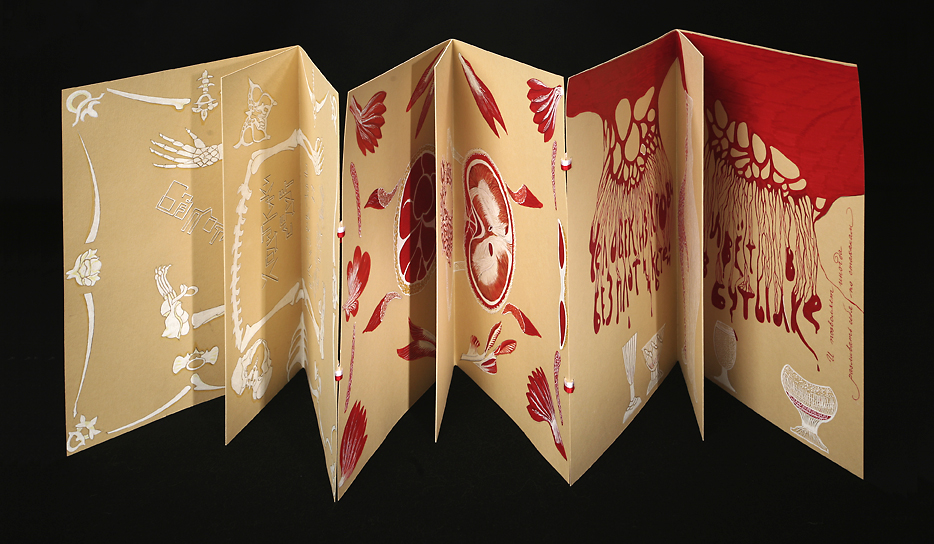
Tamara Ivanova. Hans Arp. Ein Mann, 2008. Handzeichnung mit Tusche und Bleistift, Texte von Hans Arp (in russischer Übersetzung). Leporello, mit weißer und roter Kordel zusammengeheftet. Unikat.
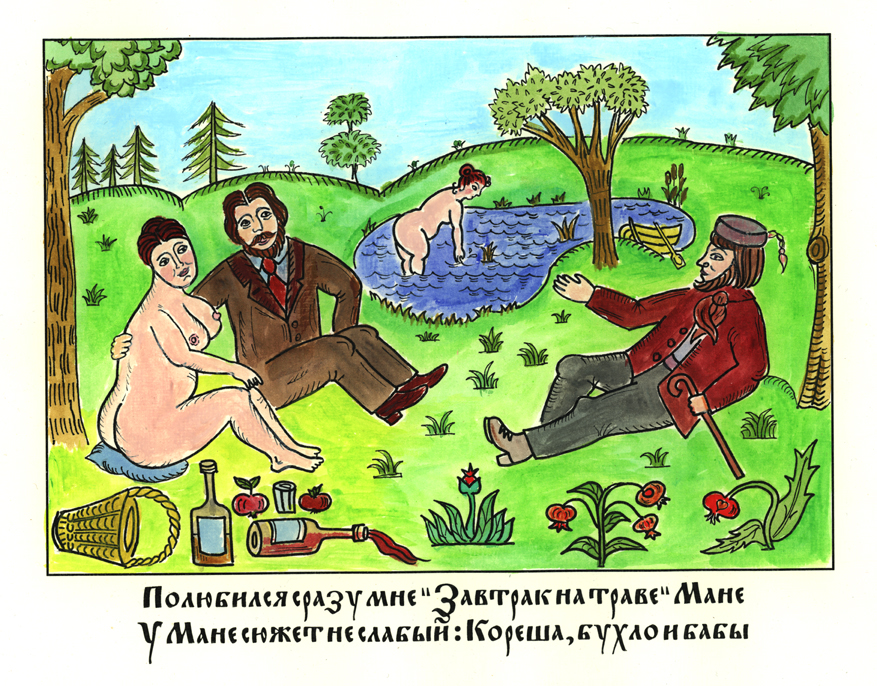
Tamara Ivanova. Bilder einer Ausstellung, 2007. Einer der sieben Abzüge je 38 x 28 cm, Auflage 5. Siebdruck nach Originalzeichnung, handkoloriert, Mappe mit Applikation und Bändern verziert.
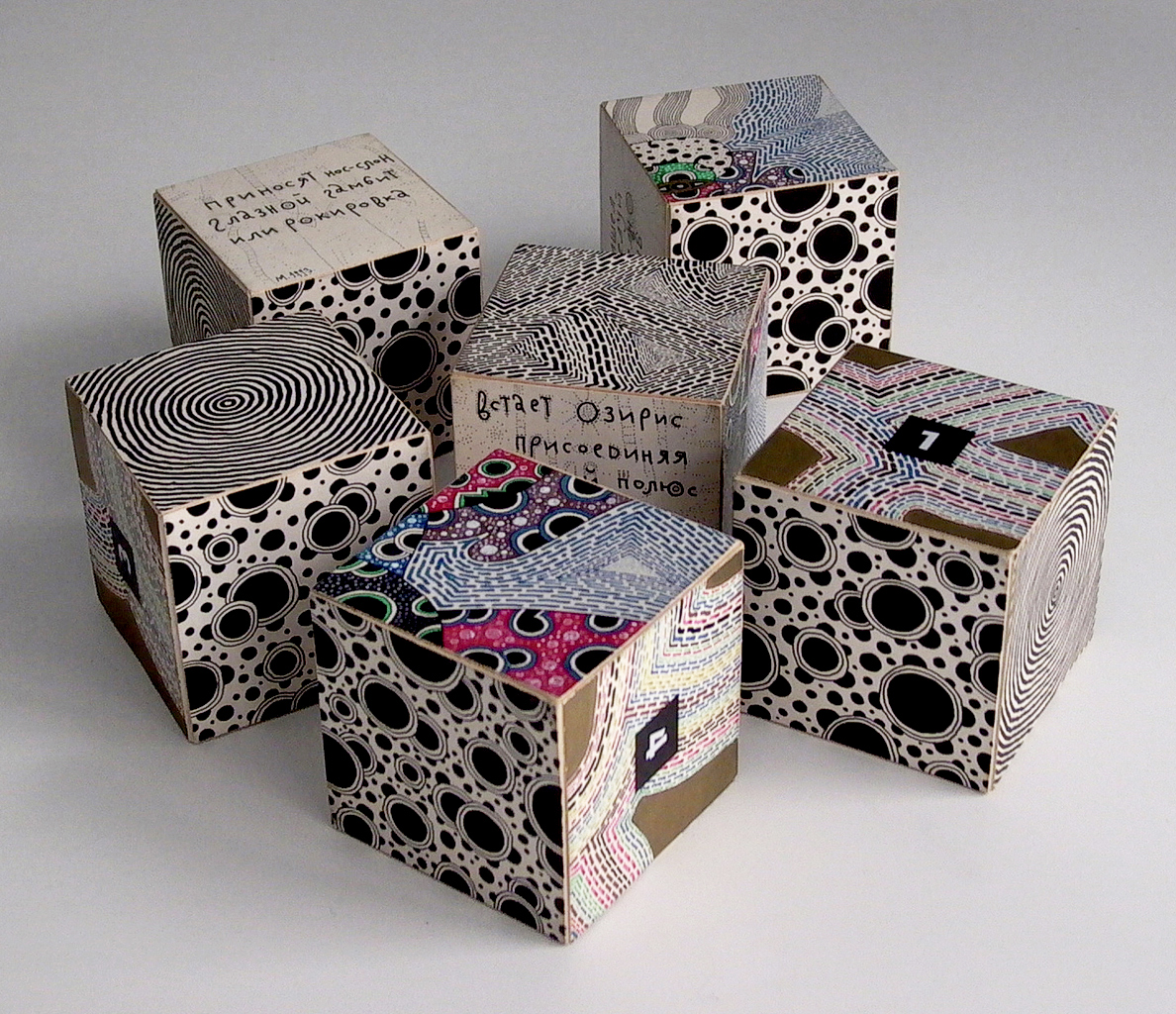
Mikhail Molochnikov. Würfel Gottes, 2006. Sechs Würfel in einer Schachtel, Pappe, farbige Tusche. Unikat.
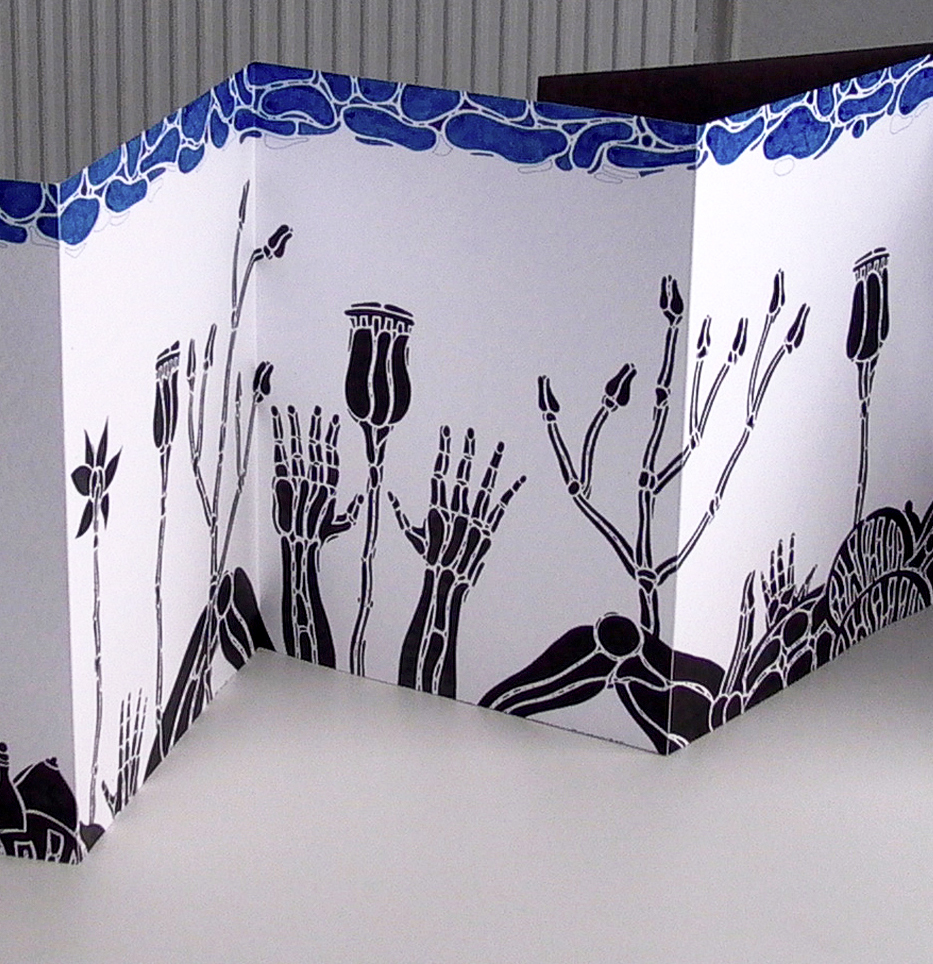
Mikhail Molochnikov. Ohne Titel, 2009. Originalzeichnung mit farbiger Tusche, Buch im Leporello-Format, Unikat.